# Сильвейра, Мауро
Ма́уро Сантья́го Сильве́йра Лакуэ́ста (исп. Mauro Santiago Silveira Lacuesta; родился 6 мая 2000 года, Монтевидео) — уругвайский футболист, вратарь клуба «Монтевидео Уондерерс».

## Клубная карьера
Сильвейра — воспитанник столичного клуба «Монтевидео Уондерерс». 6 мая 2018 года в матче против столичного «Ливерпуля» он дебютировал в уругвайской Примере.

## Международная карьера
В 2017 года Сильвейра в составе юношеской сборной Уругвая выиграл юношеском чемпионате Южной Америки в Чили. На турнире он сыграл в матчах против команд Эквадора и Аргентины.
В 2019 году Сильвейра в составе молодёжной сборной Уругвая принял участие в молодёжном чемпионате Южной Америки в Чили. На турнире он был запасным и на поле не вышел. В том же году в составе Мауро принял участие в молодёжном чемпионате мира в Польше. На турнире он был запасным и не сыграл.
В 2019 году в составе олимпийской сборной Уругвая Сильвейра принял участие в Панамериканских играх в Перу. На турнире он сыграл в матче против команды Гондураса.

## Достижения
Международные
 Уругвай (до 20)
- Чемпионат Южной Америки среди молодёжных команд — 2019